# Намарупа
Име-облик или име-лик (пали, санскрит: nāmarūpa), сложеница je индијске филозофије, настала спајањем речи нама (име) и рупа (тело). 
У будизму, име-облик означава умно-телесни склоп, скуп свих процеса који чине људско биће, односно организам у психофизичкој целовитости. Име (нама) представља његову психолошку страну, а облик (рупа) физичку. Тако су ова два појма међусобно зависна и нераздвојива.
Име-лик је номиналистички израз својствен будистичкој филозофији, чија је аналогија у европској филозофији "тело и душа" или психички и физички фактор. Израз рупа првенствено означава предмет чула вида.

## Умно и телесно
Именом (нама) се називају: осећај, опажај, воља, контакт и пажња. Пет менталних елемената окупљених под називом нама јесу кључни састојци свести. Они су садржани у сваком искуству и имају пресудну улогу у когницији објеката.
Телом (рупа) се називају четири основна елемента и материјални облик сачињен од њих. Четири елемента (земља, вода, ватра и ваздух) представљају основна својства тела: чврстину, кохезију, топлоту и покретљивост.

## Јединство гомила
Израз име-облик се користи да означи пет гомила свесног бића, односно јединство тела, осећаја, опажања, менталних творевина и свести.
У будизму, везаност за име-облик се сматра узроком патње.

## Условљени настанак
Име-облик чини кључну карику у ланцу условљеног настанка. Према Будином учењу, из свести као услова настаје име-облик. Такође, "свест не постоји онда када име и облик не постоје. Кад име и облик нестану, свест такође нестане".
Према речима Сарипуте, ко разуме име-облик, тај поседује исправно разумевање:
Пријатељи, када племенити ученик разуме име и облик, настанак имена и облика, престанак имена и облика и пут до престанка имена и облика, тада је он тај који поседује исправно разумевање... и стигао је до истинске дарме.— Сарипута